# Coprinellus micaceus
Coprinellus micaceus, comúnmente conocida como coprino micáceo, es una especie de hongo de la familia Psathyrellaceae. Los cuerpos fructificantes —o basidiocarpos— crecen en grupos cerca o sobre tocones de madera en descomposición o en las raíces subterráneas de los árboles. Dependiendo de sus etapas de desarrollo los sombreros, rojizos a marrones, pueden presentar formas ovaladas, convexas o acampanadas, y alcanzar diámetros de hasta 3 cm. Los sombreros, marcados con líneas radiales finas que se extienden casi hasta el centro, tienen estipes blanquecinos de hasta 10 cm de longitud. En especímenes jóvenes, toda la superficie del sombrero está recubierta con una fina capa de células reflectantes similares a la mica, las cuales inspiraron el epíteto específico de la especie. Los basidiocarpos son pequeños y de carne fina, son abundantes o crecen en grupos numerosos. Unas horas después de la recolección, las láminas y las esporas comenzarán a disolverse lentamente en un líquido negro, similar a la tinta —en un proceso enzimático llamado autodigestión o delicuescencia—. Las setas son comestibles antes de que las láminas se ennegrezcan y disuelvan. La cocción detiene el proceso mencionado.
Sus características microscópicas y citogenéticas son conocidas y se ha utilizado con frecuencia como organismo modelo para estudiar la división celular y la meiosis en Basidiomycota. El análisis químico de los basidiocarpos reveló la presencia de compuestos antibacterianos e inhibidores de enzimas.
Anteriormente conocido como Coprinus micaceus, la especie fue reclasificada en el género Coprinellus en 2001 debido a que los análisis filogenéticos impulsaron la reorganización de varias especies que se encontraban agrupadas en el género Coprinus. La especie tiene la misma apariencia externa de C. truncorum y se ha mencionado que muchas colecciones reportadas pudieran ser de este último.

## Descripción
El sombrero es de forma ovalada a cilíndrica y con un diámetro de 1 a 2.5 cm, pero se expande hasta acampanarse, y en algunas ocasiones tiene un umbo; pero finalmente se aplana un poco, volviéndose convexo. Cuando el sombrero se expande, el diámetro alcanza entre 0.8 a 3.0 cm con líneas profundas que comienzan en el borde hasta desvanecerse en el ápice. El color del sombrero es marrón amarillento o marrón, aunque es frecuente que tenga un centro más oscuro y comience a tornarse amarillo pálido o beis desde la orilla hacia el interior. El borde del sombrero está estriado prominentemente en casi toda la estructura hasta el centro; las estrías marcan las posiciones de las láminas más largas en la parte inferior del sombrero. Cuando es joven, la superficie del sombrero está cubierta por brillantes partículas blancas o blanquecinas, y se observan restos de velo universal cubriendo especímenes inmaduros. Las partículas están vagamente conectadas y son distinguibles fácilmente, por lo que los especímenes de mayor edad suelen ser suaves. Coprinellus micaceus es higrófano, lo que significa que asume diferentes colores dependiendo de su estado de hidratación.

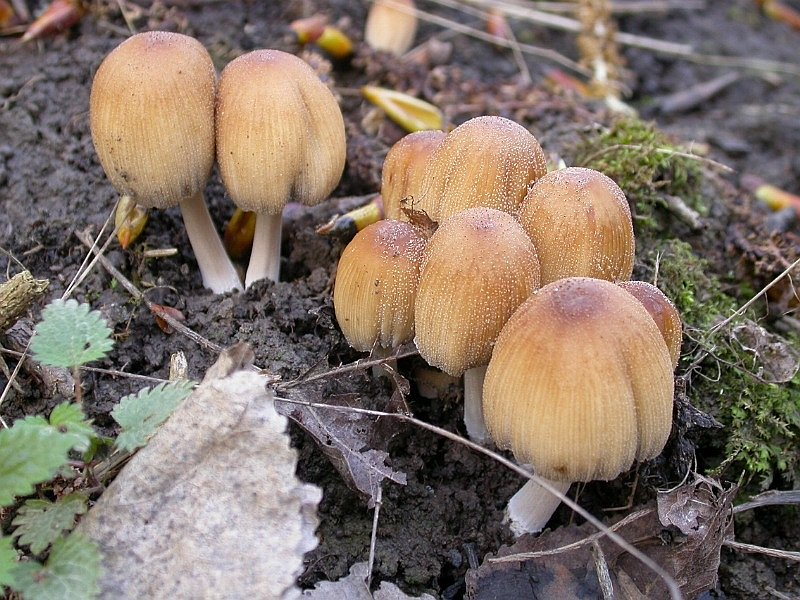
Se observan partículas sobre el píleo cuando el hongo no está maduro.

Las láminas se agrupan muy cerca y están estrechamente unidas al estipe. Inicialmente blancas, cambian de color a marrón oscuro luego de que las esporas se tornan negras cuando maduran; la carne es fina, frágil, blanca, y de color marrón en el sombrero. Su olor y sabor no son característicos. La expansión del sombrero hace que las láminas se separen hasta abrir sus planos medios, eso hace que la orilla se rasgue en líneas. El proceso de liberación y autodigestión de esporas comienza en la parte inferior de las láminas antes de que las partes superiores de estas se hayan ennegrecido completamente. El estipe frágil es hueco y mide entre 4 y 10 cm de largo por 0.2-0.5 cm de grosor y tiene más o menos el mismo diámetro en toda la longitud. Es generalmente de color blanco, pero puede empalidecerse a crema sucia desde la base hacia arriba. La superficie del estipe es inicialmente de color rojizo con mucho polvo blanquecino, pero este finalmente se desvanece, dejándolo más o menos suave. Los estipes pueden tener un anillo rudimentario en la base, otro remanente del velo universal. La esporada es de color marrón oscuro o negro. Los basidiocarpos por separado viven un promedio de cinco a siete días hasta la plena madurez.

### Características microscópicas
Las esporas de C. micaceus son de color marrón rojizo, con unas dimensiones de 10.7 por 4.5-6 µm. En general, tienen forma de lente biconvexa, pero vistos de lado la forma se asemeja más a la de una almendra o perno, mientras que vistos de frente la forma es oval o parecido a una mitra. Las esporas tienen un poro germinativo, una zona aplanada en el centro de la superficie a través del cual puede emerger un tubo germinal. Las células portadoras de esporas (los basidios) tienen cuatro de esporas agrupadas en una estructura en forma de trébol, y cada una mide 10-15 por 4-7 µm. Estudios han demostrado que los basidios se desarrollan en cuatro generaciones discretas. Los basidios de la primera generación son más abultados y se expanden en la superficie del himenio. Las generaciones posteriores tienen cuerpos más cortos y menos protuberantes. Cuando una lámina viva es vista con un microscopio, los cuatro conjuntos de basidios se pueden ver claramente. Arthur Buller acuñó el término inaequihymeniiferous para describir esta forma de desarrollo del himenio. El propósito de que el hongo tenga basidios con tamaños escalonados es para facilitar la liberación de las esporas desde el himenio. Hay cuatro zonas de liberación de esporas que se corresponden con los cuatro grupos de basidios, y los basidios que han liberado a todas sus esporas comienzan rápidamente a autodigestionarse. El sistema escalonado minimiza la posibilidad de esporas colisionando con basidios vecinos durante la liberación.

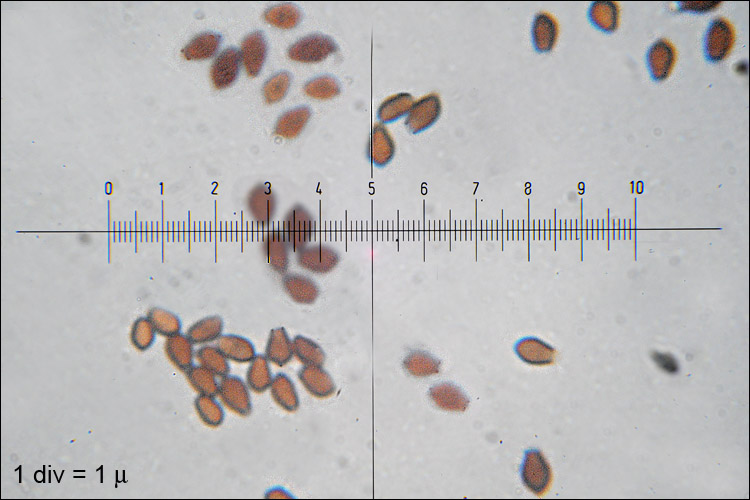
Esporas con forma de mitra o de escudo francés.

Los cistidios se encuentran a lo largo del borde del sombrero (en una estructura llamada cheilocistidio), son esféricas, y miden 30-120 por 20-74 µm. Los cistidios faciales (llamados pleurocistidios) son cuerpos elipsoidales alargados o con forma de trébol de hasta 130 a 155 µm de longitud. Los pleurocistidios sobresalen de la cara de la lámina y actúan como protectores, evitando que las láminas adyacentes tengan contacto entre sí, y aseguran que los basidios y esporas tienen el espacio suficiente para el desarrollo. C. micaceus también puede liberar caulocistidios (cistidios en el estipe), de 60-100 por 5-10 µm cada uno, pero la presencia de estos es variable y no pueden utilizarse fiablemente para la identificación. Tanto De Bary como Buller, en sus investigaciones sobre la estructura de los cistidio, llegaron a la conclusión de que existe una masa central formada de citoplasma donde se reúnen varios platillos delgados de citoplasma en el centro de la célula. De Bary creía que los platillos eran procesos filamentosos de ramificación, pero Buller pensó que se formaban en un proceso similar a las paredes de las burbujas de espuma, y que la masa central era capaz de cambiar lentamente de forma y posición cuando se alteraban los volúmenes relativos de las vacuolas encapsuladas por muchas paredes citoplasmáticas delgadas. En las células más viejas, el citoplasma puede estar delimitado a la periferia de la célula, con una enorme vacuola que ocupa el centro celular.
Las células globulares forman escamas con un color similar a la mica sobre el sombrero incoloro, tienen paredes suaves, y varían en tamaño desde, aproximadamente, 25 a 65 µm, aunque la mayoría tiene 40 a 50 µm. Buller explicó el «brillo» de estas células de la siguiente manera: «Lo espumoso de las células parecidas a harina, así como en los cistidios en los bordes y las caras de las láminas, sencillamente ocurría porque la luz que incide sobre ellos desde fuera se refracta y refleja en el ojo de la misma manera en que uno ve las gotitas de agua tan a menudo en la punta de las hojas en el césped inglés temprano por la mañana después de una noche húmeda».
En 1914, el micólogo Michael Levine fue el primero en reportar el éxito de un cultivo de esporas de C. micaceus en el laboratorio. En sus experimentos, los basidiocarpos aparecían más o menos 40 a 60 días después al haber inoculado inicialmente el medio de cultivo (agar complementado con tierra, estiércol de caballo, o harina de maíz) con esporas. Al igual que otras especies coprinoides, C. micaceus sufre meiosis simultánea. Los cromosomas son fácilmente apreciables con microscopio óptico, y todas las etapas meióticas están bien definidas. Estas características han hecho a la especie una herramienta útil en investigaciones de laboratorio sobre la citogenética de los basidiomicetos. El número de cromosomas de C. micaceus es n = 12.

### Comestibilidad
La seta es comestible y la cocción desactiva las enzimas que causan la autodigestión o delicuescencia —un proceso que puede empezar una hora después de la recolección—. Se considera ideal para tortilla francesa y como un saborizante para salsas, aunque es una especie muy delicada que fácilmente se estropea por cocción excesiva. También atrae a moscas de la fruta (Drosophila), que utilizan con frecuencia los basidiocarpos como anfitriones para la producción de larvas.
Un estudio del contenido mineral de diversas setas comestibles encontró que C. micaceus poseía la mayor concentración de potasio en las 34 especies examinadas, cerca de la mitad de un gramo de potasio por kilogramo de seta. Dado que las especies pueden bioacumular metales pesados nocivos, como el plomo y el cadmio, se ha aconsejado evitar el consumo de especímenes recolectados en las carreteras u otros lugares que pueden estar expuestos a contaminantes o que los contienen.

## Taxonomía

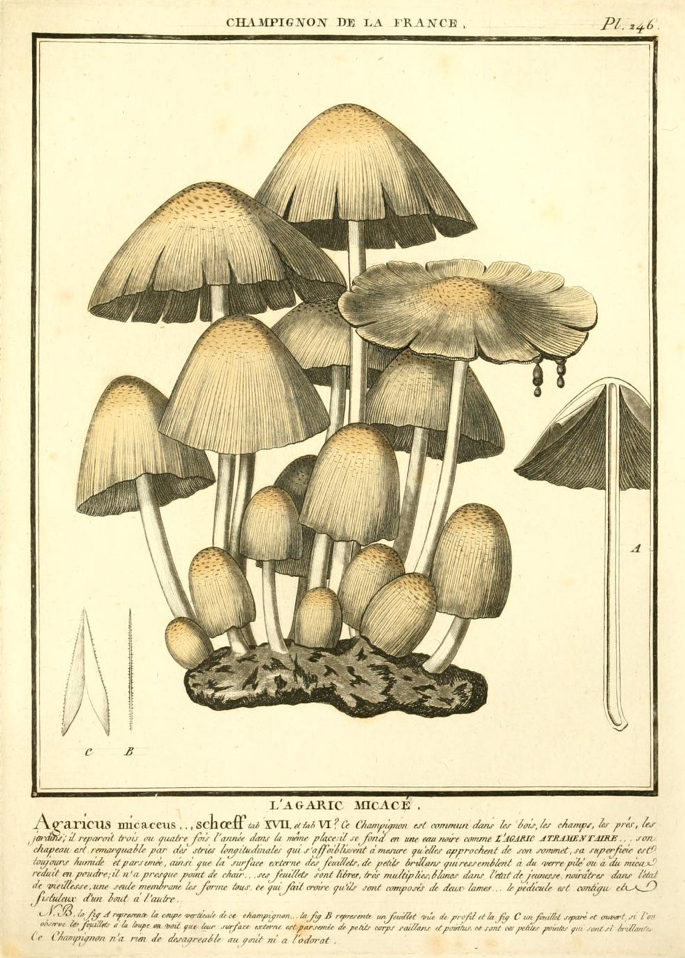
Agaricus micaceus, ilustrado por Bulliard en 1786.

En el siglo XVI, Coprinellus micaeus fue ilustrada en un grabado en madera por el botánico Carolus Clusius en lo que es, sin duda, la primera monografía publicada sobre los hongos, Rariorum plantarum historia. Fungorum in Pannoniis observatorum brevis historia (Historia de plantas extrañas. Breve historia de los hongos observados en Panonia [Hungría]) de 1601. Clusius creyó erróneamente que la especie era venenosa, y la clasificó en un género Fungi perniciales (hongos perjudiciales). En 1786 la especie fue descrita por primera vez de manera científica por el botánico francés Jean Baptiste François Pierre Bulliard, como Agaricus micaceus en su obra Herbier de la France. En 1801, Christiaan Hendrik Persoon agrupó a todos los hongos con láminas que se autodigerían durante la liberación de esporas en la sección Coprinus del género Agaricus. Más tarde, Elias Magnus Fries elevó la sección Coprinus de Persoon al rango de género en su Epicrisis systematis mycologici, y la especie fue renombrada como Coprinus micaceus. Fue la especie tipo de la subsección Exannulati dentro de la sección Micacei del género Coprinus, una aglomeración de taxones relacionados con velos hechos exclusivamente de esferocistos (células rondas e hinchadas generalmente agrupados en clústeres) o con hifas conectivas delgadas y filamentosas entretejidas. Estudios moleculares publicados en la década de los noventa demostraron que muchos de los champiñones coprinoides (similares a Coprinus), de hecho, no tenía relación entre sí. Esto concluyó en una revisión del género Coprinus, que en 2001 se dividió en cuatro géneros; C. micaeus fue trasladada a Coprinellus.
En parte debido a su fácil disponibilidad y la facilidad con la que pueden ser cultivadas en el laboratorio, C. micaceus y otras setas coprinoides se emplearon frecuentemente en los estudios citológicos de los siglos XIX y XX. El botánico alemán Johann Heinrich Friedrich Link informó sobre sus observaciones de la estructura del himenio (la superficie fértil que soporta las esporas) en 1809, pero malinterpretó lo que había visto. Link pensó que las estructuras microscópicas (conocidas actualmente como basidios) eran thecae, algo comparable en su forma a las ascas de Ascomycota, y que cada theca contenía cuatro series de esporas. Sus dibujos inexactos del himenio de C. micaceus fueron reproducidos en posteriores publicaciones micológicas de otros autores, y no fue hasta que la microscopía hubo avanzado que los micólogos lograron determinar la verdadera naturaleza de los basidios, cuando casi tres décadas más tarde, en 1837, Joseph-Henri Léveillé y August Carl Joseph Corda publicaron de manera independiente descripciones correctas de la estructura del himenio. En 1924, A. H. Reginald Buller publicó una descripción general y un análisis de los procesos de producción y liberación de esporas en el tercer volumen de sus investigaciones sobre los hongos.
El epíteto específico micaceus deriva del vocablo latino mica, que significa «miga, grano de sal», y el sufijo -aceus, «parecido a, de forma similar a»; actualmente la palabra «mica» se utiliza para designar a un mineral, ya que etimológicamente dicho vocablo proviene de micare, «brillo».

### Especies similares
El coprino micáceo difiere de otras especies en complejidad por sus esporas con base cónica visible y caulocistidios sobre el estipe. Coprinellus bisporus, otro hongo comestible, es casi idéntico, pero carece de sombreros granulados y amarillentos y solo tiene dos esporas por basidio. Coprinus variegata (= Coprinus variegatus = Coprinus quadrifidus) tiene un sombrero marrón grisáceo con blanco apagado a tonos marrones en los bordes; su olor es desagradable. Coprinellus disseminatus (= Coprinus disseminatus) es más pequeña, comestible, con sombreros marrones y amarillentos a marrones grisáceos, y láminas blancas que se tornan negras, pero no se disuelven en autodigestión; siempre crece en grandes grupos sobre la madera podrida (ocasionalmente, en madera enterrada). Coprinus atramentarius es una seta de mayor tamaño y de color gris, que crece en grupos densos sobre tocones o en el suelo de la madera enterrada, carece de partículas brillantes en el sombrero, y el píleo y las láminas se disuelven al madurar. Coprinellus radians (una especie hogareña) se desarrolla individualmente o en grupos sobre una alfombra de pelo grueso, y produce un micelio denso de color amarillo o naranja en el suelo de madera. Coprinellus truncorum también está cubierta con gránulos brillantes, y se dice que en el campo es casi indistinguible de C. micaceus; se necesita de la microscopía para notar la diferencia, ya que C. truncorum tiene esporas elipsoides con un poro germinativo redondeado, en comparación con las esporas en forma de mitra con poros germinativos cortados de C. micaceus. Un estudio sugirió que, en comparación con C . truncorum, C. micaceus era más marrón en el centro del sombrero (en lugar de grisáceo) y que tiene una mayor tendencia a crecer en grupos; también se concluyó que se requiere más evidencia molecular para determinar si los dos taxones son genéticamente idénticos.

## Ecología, hábitat y distribución
Es una especie saprofita, que se nutre de la materia orgánica muerta y en descomposición, y crece en tocones, troncos de árboles caducifolios o sobre la madera enterrada. Prefiere alimentarse de la corteza, particularmente del floema secundario, en lugar de la madera. En el esquema de la sucesión de especies de hongos que intervienen en la descomposición de la madera, C. micaceus es un colonizador de la etapa tardía, y prefiere alimentarse de la madera que ya se ha descompuesto lo suficiente como para haber alcanzado «una consistencia blanda desmenuzable». Un estudio publicado en 2010 sugirió que el hongo también puede vivir como endófito, es decir que habita el tejido leñoso de árboles sanos sin causarles daños visibles. El hongo también es asociado con suelos perturbados o desarrollados, como en el borde de las carreteras, caminos y estacionamientos, en jardines y obras de construcción; también se ha observado creciendo en el interior de madera podrida en ambientes húmedos. En una ocasión se descubrió a 120 m bajo tierra, en una mina de carbón abandonada, crecía en las pasarelas de madera y accesorios utilizados para sostener el techo.

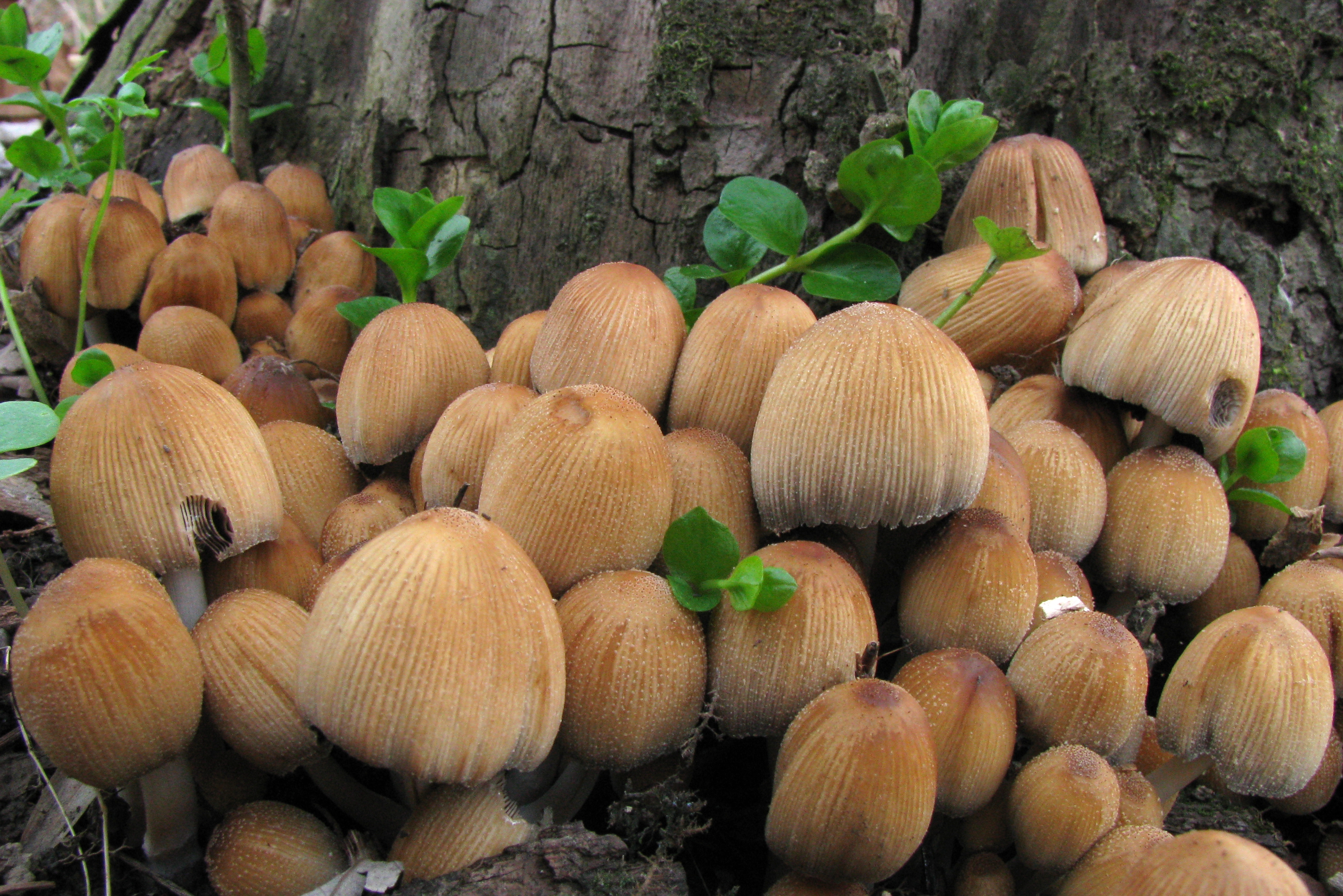
Un grupo de setas creciendo en la base de un árbol, en el bosque nacional Wayne de Ohio.

Es común encontrar basidiocarpos creciendo en grupos densos, pero también pueden encontrarse creciendo individualmente o en pequeños grupos, sobre todo en las zonas boscosas. En América del Norte, C. micaceus es una de las primeras setas comestibles en aparecer en la primavera, y en fructificar, de mayo a septiembre. En Europa, fructifica de mayo a diciembre. Aunque puede crecer en cualquier época del año, es más prevalente durante la primavera y el otoño, al coincidir con una mayor humedad resultante de la temporada lluviosa. Una investigación sobre la calidad del aire en la ciudad de Santiago de Compostela llegó a la conclusión de que la mayoría de las esporas de Coprinus presentes en la atmósfera pertenecían a C. micaceus, y que el número de esporas subió con el incremento de la humedad y la lluvia, pero disminuyó con el aumento de la temperatura. La especie es conocida por reaparecer con fructificaciones sucesivas en el mismo lugar. En un caso, se obtuvo un total de 17.2 kg de setas frescas de un tronco de olmo en 10 cosechas sucesivas de una primavera y verano.
Coprinellus micaceus tiene una distribución cosmopolita, y se ha recolectado en el norte de África, Sudáfrica, casi toda Europa (incluida Turquía), América del Norte (hasta el norte de Alaska), las islas hawaianas, América del Sur, India, Australia, Nueva Zelanda y Japón. También es uno de los hongos más comunes en las llanuras de Bulgaria, la costa del mar Negro, la cordillera de los Balcanes, Istranca y el sudoeste de los sistemas montañosos, pero es ausente o raro en el territorio de la antigua Yugoslavia o los países bálticos. Los análisis filogenéticos de secuencias de ADNr de especímenes recolectados en el sudeste de Asia y Hawái indican que las especies hawaianas forman un clado con poca variabilidad genética en comparación con las poblaciones asiáticas; esto sugiere que las poblaciones hawaianas fueron introducidas hace relativamente poco tiempo y no han tenido mucho tiempo para desarrollar la variabilidad genética. Un estudio sugirió que en Sudáfrica, donde C. micaceus es raro, es confundido frecuentemente con C. truncorum de apariencia similar, una de las especies más comunes en esa región. Una inferencia similar se ha planteado en las especies de América del Norte.

## Componentes bioactivos
Las investigaciones sobre la química de productos naturales en Coprinellus micaceus ha revelado la presencia de varios compuestos químicos únicos para la especie. El micaceol es un esterol con una pequeña actividad antibacteriana sobre agentes biológicos patógenos, como Corynebacterium xerosis y Staphylococcus aureus. El ácido (Z,Z)-4-oxo-2,5-heptadienedioico tiene actividad inhibidora en glutatión S-transferasa, una enzima que ha estado implicada en la resistencia de las células cancerosas frente a agentes quimioterapéuticos, especialmente fármacos alquilantes. Un estudio publicado en 2003 no encontró actividad antibacteriana alguna en esta especie. En 1962 una publicación informó la presencia de triptamina (compuesto de indol biológicamente activo) en C. micaceus, aunque la concentración no fue determinada. Además, los basidiocarpos producen una variedad de compuestos pigmentarios conocidos como melanina —polímeros químicos complejos que contribuyen a la formación de humus en el suelo después de que las setas se han desintegrado—. Se ha reportado que C. micaceus está desprovista de la toxina coprina, un compuesto químico imitador del Antabuse (encontrado en Coprinopsis atramentaria) que causa enfermedad cuando se consume simultáneamente con alcohol.